# ويليام أ. نويز
ويليام أ. نويز (بالإنجليزية: William A. Noyes)‏ هو كيميائي أمريكي، ولد في 6 نوفمبر 1857، وتوفي في 24 أكتوبر 1941.